# روكي ألفارو
روكي راؤول ألفارو (بالإسبانية: Roque Raúl Alfaro) (ولد في 15 أغسطس 1956 في محافظة إنتري ريوس) وهو لاعب كرة قدم أرجنتيني سابق ومدرب حالي.

## ألقاب
أمريكا دي كالي
- الدوري الكولومبي: 1982، 1983[1]

 ريفر بليت
- دوري الدرجة الأولى الأرجنتيني: 1985–86[2]
- كأس ليبرتادوريس: 1986[2]
- كأس الإنتركونتيننتال: 1986[2]
- كأس الإنتر أميريكانا: 1986[3]

 نيولز أولد بويز
- دوري الدرجة الأولى الأرجنتيني: 1987–88[2]

## وصلات خارجية
- روكي ألفارو على موقع الاتحاد الأوربي (الإنجليزية)
- روكي ألفارو على موقع قاعدة بيانات كرة القدم.إي يو (الإنجليزية)
- روكي ألفارو على موقع ناشيونال فوتبول تيمز (الإنجليزية)
- روكي ألفارو على موقع Soccerway.com (الإنجليزية)

- (بالإسبانية) Vende Humo profile